# Ле-Монте (Фрібур)
Ле-Монте (фр. Les Montets) — громада  в Швейцарії в кантоні Фрібур, округ Бруа.

## Географія
Громада розташована на відстані близько 50 км на захід від Берна, 22 км на захід від Фрібура.
Ле-Монте має площу 10,3 км², з яких на 11,3% дозволяється будівництво (житлове та будівництво доріг), 59,7% використовуються в сільськогосподарських цілях, 28,7% зайнято лісами, 0,2% не є продуктивними (річки, льодовики або гори).

## Демографія
2019 року в громаді мешкало 1520 осіб (+20,7% порівняно з 2010 роком), іноземців було 17,8%. Густота населення становила 148 осіб/км².
За віковим діапазоном населення розподілялося таким чином: 23,5% — особи молодші 20 років, 61,2% — особи у віці 20—64 років, 15,3% — особи у віці 65 років та старші. Було 609 помешкань (у середньому 2,4 особи в помешканні).
Із загальної кількості 322 працюючих 53 було зайнятих в первинному секторі, 154 — в обробній промисловості, 115 — в галузі послуг.

## Політика
На федеральних виборах 2011 року найпопулярнішою партією була SVP, яка отримала 28,9% голосів. Наступними трьома найпопулярнішими партіями були CVP (21,0%), SP (20,6%) і FDP (18,3%).
SVP покращив свою позицію в Les Montets, піднявшись на перше місце з другого у 2007 році (з 24,4%). CVP перемістився з першого у 2007 році (з 29,0%) на друге у 2011 році, SPS перемістився з четвертого у 2007 році (з 15,6%) на третє місце, а FDP перемістився з третього у 2007 році (з 21,7%) на четверте. Всього на цих виборах було подано 390 голосів, з яких 5 або 1,3% були недійсними.

## Економіка
Станом на 2010 рік рівень безробіття в Ле-Монте становив 2,1%. Станом на 2008 рік у первинному секторі економіки було зайнято 74 людини та близько 28 підприємств. У вторинному секторі було зайнято 123 особи, працювало 10 підприємств. У третинному секторі було зайнято 78 осіб, та працювало 21 підприємство.
У 2008 році загальна кількість робочих місць в еквіваленті повної зайнятості становила 238. Кількість робочих місць у первинному секторі становила 55, усі з яких були в сільському господарстві. Кількість робочих місць у вторинному секторі становила 118, з яких 44 або (37,3%) були у виробництві та 73 (61,9%) були у будівництві. Кількість робочих місць у третинному секторі становила 65. З них 6 або 9,2% займалися оптовою чи роздрібною торгівлею або ремонтом автомобілів, 20 або 30,8% займалися переміщенням і зберіганням товарів, 15 або 23,1% займалися готелем або рестораном, 5 або 7,7% були технічними професіоналами або науковцями, 6 або 9,2% навчалися.
Серед працездатного населення громадським транспортом добиралися на роботу 4,3%, власним автомобілем – 60,3%.